# Gateswood
Gateswood es un área no incorporada en el condado de Baldwin, Alabama, Estados Unidos.

## Historia
Los nombres Gateswood son una combinación de Gates, el apellido de una familia local y wood (madera). Una oficina de correos operó bajo el nombre de Gateswood desde 1890 hasta 1927.